# لوبين الثالث ضد المحقق كونان
أرسين لوبين الثالث ضد المحقق كونان (باليابانية:  ルパン三世vs名探偵コナン، بالروماجي: Rupan Sansei vs Meitantei Konan) وهي حلقة ذات إصدار خاص، أنتجت بواسطة إستديو TMS وتلفزون نبون وشركة يوميأوري للإذاعة وتم بثه في 27 مارس 2009
يعتبر أرسين لوبين من أشهر لصوص العالم وفي هذه الحلقة الخاصة ظهرت أعظم شخصيتين كرتونيتين في مجال السرقة وفي مجال التحقيق.

## القصة
في دولة فيسبانيا حدثت جريمة تسببت بمقتل الملكة وولدها بسبب غامض، من ناحية أخرى ففي اليابان نرى شخصيات المحقق كونان يحضرون حفلة أقيمت على شرف أميرة فيسبانيا وهناك تحدث محاولة اغتيالها مما جعلها تهرب من الفندق الذي أقيم به الحفل، والغريب في الأمر أن الأميرة نسخة طبق الأصل من ران موري، وعندما حاول كونان البحث عن الأميرة وجد أن ران على متن دراجة ميني فوجيكو النارية مما تسبب بمطاردة لم يستطع كسبها، من ناحية أخرى كان لوبين يخطط لسرقة تاج ملكة فيسبانيا لغرض ما في نفسه.

## روابط خارجية
- لوبين الثالث ضد المحقق كونان على موقع IMDb (الإنجليزية)
- لوبين الثالث ضد المحقق كونان على موقع فيلمافينيتي (الإسبانية)
- لوبين الثالث ضد المحقق كونان على موقع قاعدة بيانات الفيلم (الإنجليزية)
- لوبين الثالث ضد المحقق كونان على موقع ليتربوكسد (الإنجليزية)
- لوبين الثالث ضد المحقق كونان على موقع كينوبويسك (الروسية)
- لوبين الثالث ضد المحقق كونان على موقع ANN anime (الإنجليزية)